# St. Sebastian (Buckendorf)

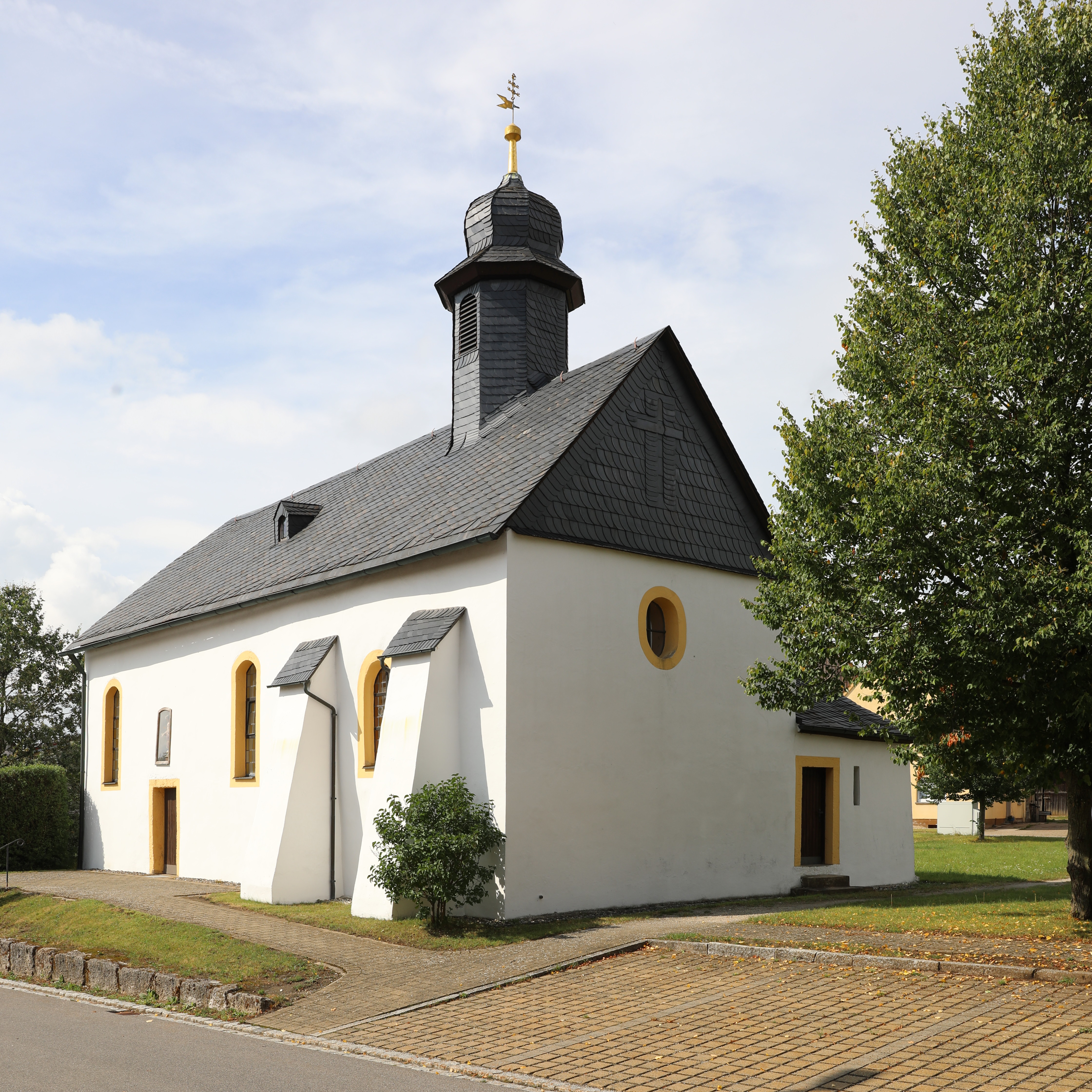
Kapelle St. Sebastian in Buckendorf

Die römisch-katholische Kapelle St. Sebastian steht in Buckendorf, einem Gemeindeteil der oberfränkischen Stadt Weismain im Landkreis Lichtenfels. Die Kapelle wurde erstmals 1362 urkundlich erwähnt. Das denkmalgeschützte Gotteshaus gehört zur Stadelhofer Pfarrei St. Peter und Paul im Seelsorgebereich Gügel des Dekanats Bamberg (Erzbistum Bamberg).

## Geschichte
Die Erstnennung als hölzerne Kapelle erfolgte im Jahr 1362. Der Chor der aktuellen Kapelle entstand gemäß dem Schlussstein des Chorgewölbes im Jahr 1491. Nach dem Dreißigjährigen Krieg musste die schwer beschädigte Kapelle wiederaufgebaut werden. Außerdem wurde das Patrozinium des Leonhard von Limoges in das des Heiligen Sebastians geändert. Das Langhaus wurde wohl im 18. Jahrhundert durchgreifend umgebaut. Im selben Zeitraum entstand die Sakristei. Unter anderem wurde in den 1980er und 2010er Jahren der Kircheninnenraum sowie Anfang der 2000er Jahre der Außenbau restauriert.
Buckendorf gehörte ursprünglich zur Weichenwasserloser Pfarrei St. Martin und wurde 1451 nach Stadelhofen umgepfarrt.

## Baubeschreibung
Die Kapelle steht westlich vom Ortszentrum an der Gemeindeverbindungsstraße nach Stadelhofen. Die verputzte Saalkirche besitzt einen gerade geschlossenen Chor, in der Nordseite etwas eingezogen. Den Chorraum überspannt ein Kreuzgewölbe mit Kehlrippen und einem Schlussstein in Form eines Wappenschildes mit der Jahreszahl 1491 als Bezeichnung. Die Fassade der Chorsüdseite stabilisieren zwei Strebepfeiler, die Chornordseite der eingeschossige Anbau der Sakristei. Ein hochovales Fenster in der Stirnwand und ein rundbogiges Fenster in der Südwand belichten den Raum. In der Nordwand befindet sich die stichbogige Sakristeitür.
Ein gedrückter Chorbogen verbindet den Chor mit dem zweiachsigen Langhaus. Eine hölzerne Flachdecke überspannt den Innenraum, den in der Süd- und Nordwand je zwei stichbogige Fenster belichten. Vor der Westwand steht eine hölzerne Empore, die auf Eisenstützen ruht. In der Langhaussüdseite befindet sich als Eingang eine schlichte, rechteckige Tür.
Das Satteldach, das östliche Giebelfeld und der Dachreiter sind schiefergedeckt. Der achtseitige Dachreiter steht über dem Chorbogen. Er besitzt ein rundbogiges Schallfenster und wird von einer Kuppel mit einem Stiel, einem Knauf, einer Wetterfahne und einem Kreuz bekrönt. Die Sakristei besitzt ein Walmdach. Den Innenraum überspannt eine Flachdecke und belichtet ein stichbogiges Fenster gegen Norden. Den Zugang bildet eine Tür auf der Ostseite.

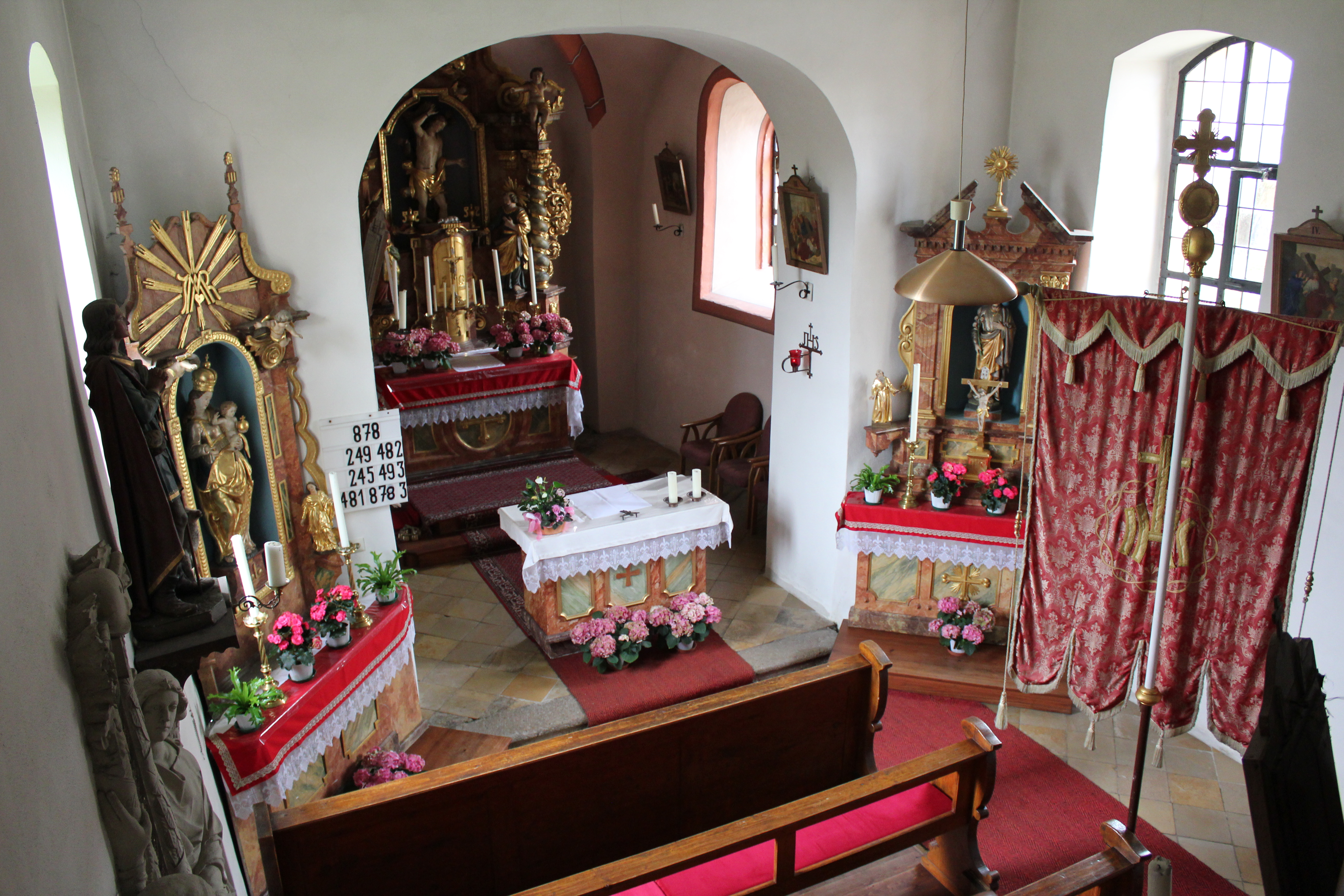
Innenraum

## Ausstattung
Der Hochaltar besteht aus einem spätmittelalterlichen Stipes, mit einfacher Verkleidung aus dem 19. Jahrhundert. Auf diesem steht der Tabernakel, ursprünglich ein Drehtabernakel aus dem späten 18. Jahrhundert. Der marmorierte Holzaufbau stammt aus dem frühen 18. Jahrhundert. In der Mitte steht eine Holzfigur des heiligen Sebastian, die Statuen der Heiligen Petrus und Paulus flankieren. Gewundene Säulen mit Putten als oberen Abschluss und Akanthuswangen rahmen den Altar ein. Der Altarauszug wird auf das frühe 18. Jahrhundert datiert; er zeigt eine Figurengruppe der Trinität.
Der linke Seitenaltar besitzt einen einfachen, marmorierten Holzaufbau, der aus dem frühen 19. Jahrhundert stammt und in ländlichem Nachrokoko gestaltet ist. In der Mitte steht eine Holzfigur der Muttergottes, vermutlich um 1510/1520 in Bamberg entstanden. Auf seitlichen Sockeln befinden sich Statuen der Heiligen Jakobus und Barbara aus dem 18. Jahrhundert. Der Altarauszug zeigt das Marienmonogramm im Strahlenkranz.
Zwei kleine Rundscheiben im Chorfenster sind mit einer Kreuzgruppe und der Jahreszahl 1653 sowie einer stehenden Muttergottes aus der gleichen Zeit bemalt.